# Metnitz
Metnitz osztrák mezőváros Karintia Sankt Veit an der Glan-i járásában. 2016 januárjában 2043 lakosa volt. 

## Elhelyezkedése

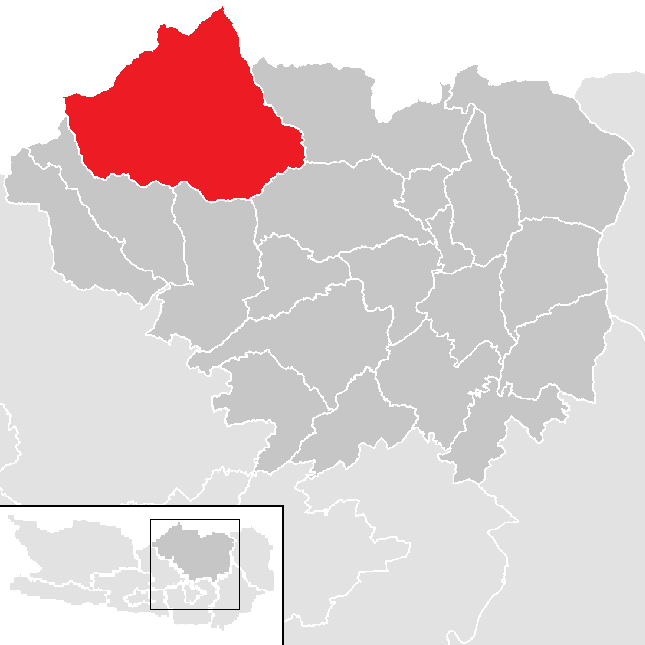
Metnitz a Sankt Veit-i járásban

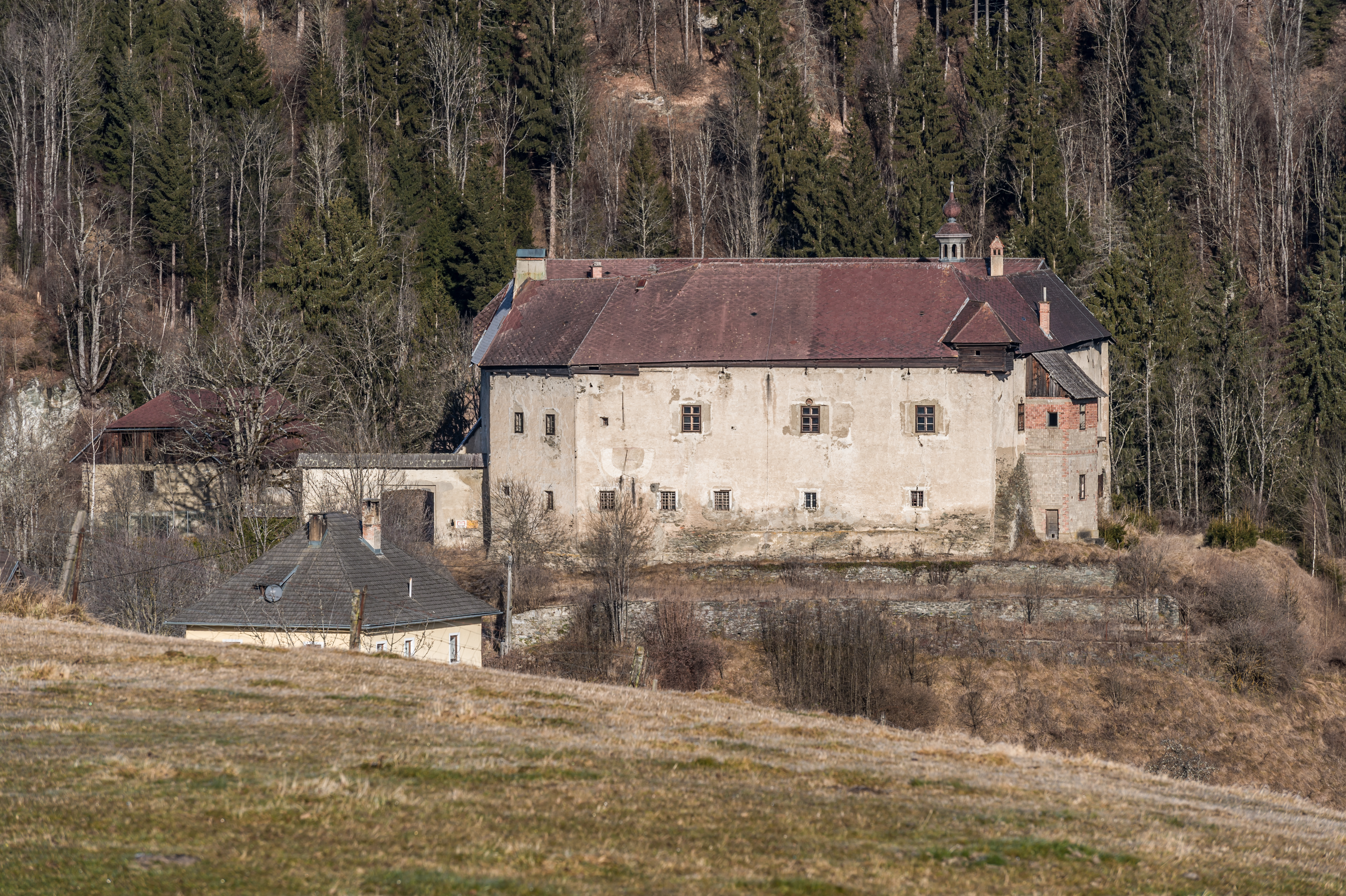
Grades vára

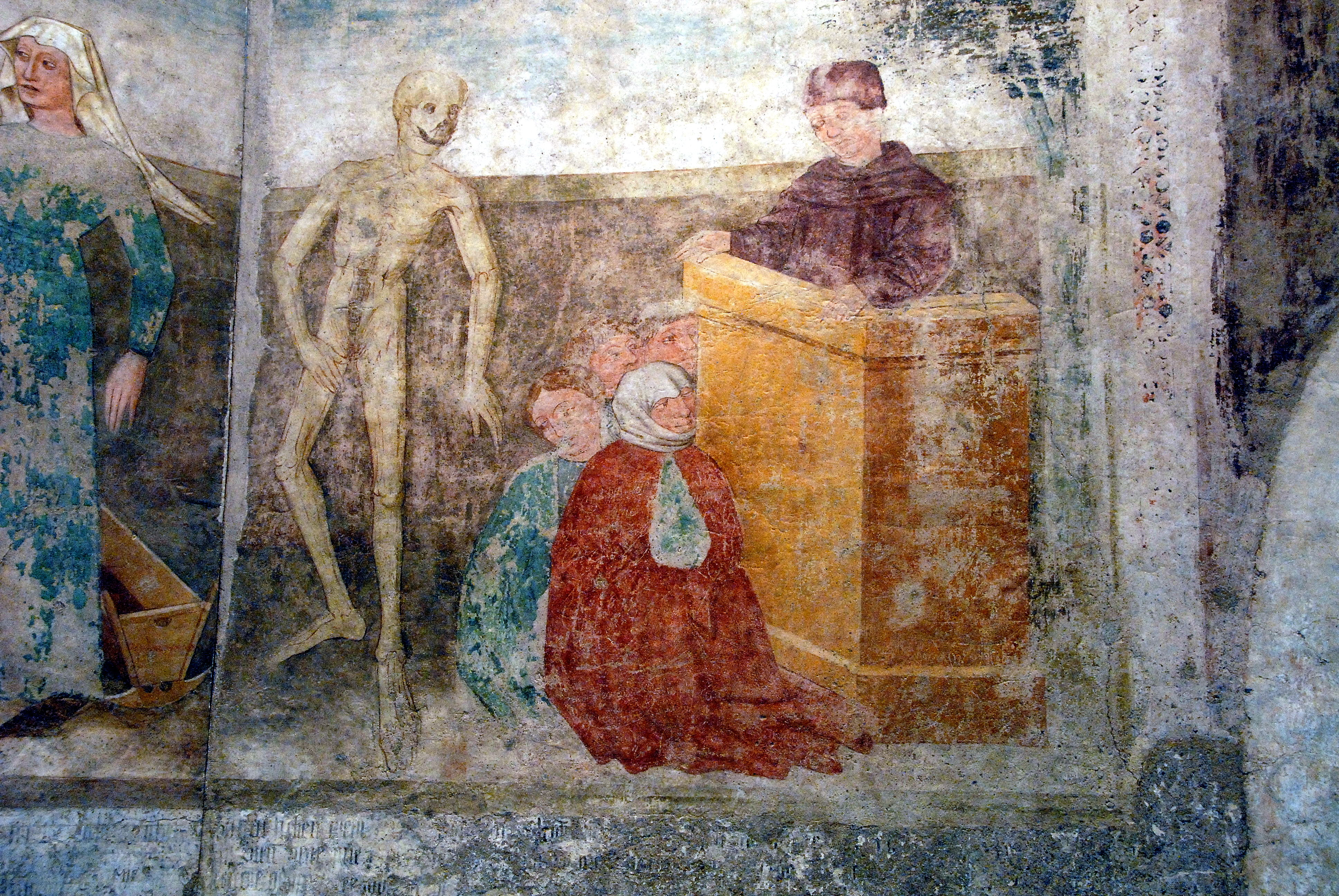
Freskó a haláltánc-múzeumban

Metnitz Karintia északi részén fekszik, a hasonló nevű folyó völgyében, a Metnitzi- és a Mödringi-hegységek között. 223,26 km²-ével Karintia harmadik legnagyobb területű önkormányzata. A városi tanács 22 falut és településrészt fog össze: Auen (12 lakos), Feistritz (149), Felfernigthal (0), Grades (329), Klachl (102), Laßnitz (57), Maria Höfl (8), Marienheim (24), Metnitz (531), Mödring (63), Oberalpe (11), Oberhof Schattseite (74), Oberhof Sonnseite (108), Preining (69), Schnatten (21), Schwarzenbach (73), Teichl (176), Unteralpe (62), Vellach (121), Wöbring (81), Zanitzberg (22), Zwatzhof (21).
A környező települések: keletre Friesach, délnyugatra Straßburg, délre Weitensfeld im Gurktal, délnyugatra Glödnitz, északnyugatra Stadl-Predlitz, északra Sankt Georgen am Kreischberg és Murau (utóbbi három Stájerországban).

## Története
Az erdőkkel borított hegyvidék viszonylag későn népesült be. A felső Metnitz-völgyet a salzburgi érsek 1072-ben a gurki püspökségnek adományozta. Feistritz a 11. században jött létre. 1346-ban Grades, 1599-ben pedig Metnitz kapott mezővárosi státuszt.
A metnitzi önkormányzat 1851-ben jött létre. 1973-ban a szomszédos Gradest Metnitzhez csatolták. 

## Lakosság
A metnitzi önkormányzat területén 2016 januárjában 2043 fő élt, ami jelentős visszaesés a 2001-es 2450 lakoshoz képest. Akkor a helybeliek 97,9%-a volt osztrák állampolgár. 96%-uk katolikusnak, 1,3% evangélikusnak, 0,3% mohamedánnak, 1,5% pedig felekezeten kívülinek vallotta magát.

## Látnivalók
- a metnitzi Szt. Leonhard-templom és csontkamrája
- a gradesi Szt. Wolfgang-templom
- a gradesi vár
- a haláltánc-múzeum
- a néprajzi múzeum
- Oberhof Schattseite Szt. Miklós-temploma
- Maria Höfl temploma

## Testvértelepülések
- Haiterbach, Németország

## Fordítás
- Ez a szócikk részben vagy egészben  a   Metnitz című német Wikipédia-szócikk ezen változatának fordításán alapul.  Az eredeti cikk szerkesztőit annak laptörténete sorolja fel. Ez a jelzés csupán a megfogalmazás eredetét és a szerzői jogokat jelzi, nem szolgál a cikkben szereplő információk forrásmegjelöléseként.